# Будинок навпроти
«Будинок навпроти» — радянський короткометражний чорно-білий художній фільм 1958 року режисера Аян Шахмалієвої, виробництва кіностудії «Ленфільм».

## Сюжет
Шофер Василь Нєжин, що лежить в лікарні з важкими переломами, не вірить у можливість одужання. Особливу тугу наводить на нього напіврозвалений будинок навпроти. Нарешті якось приходять робітники, розбирають руїни та починають будувати новий будинок. Спостерігаючи за їхньою роботою, особливо — за спритною дівчиною, він починає одужувати. Але ось дівчина зникає з будівництва та Василь знову впадає в зневіру. Помічає зміни в його настрої медична сестра Алевтина Валер'янівна… В один із днів до Василя приходить дівчина Тася, яка працювала на будівництві; у молодих людей з'являються взаємні почуття. Незабаром до палати поміщають бригадира будівельників будинку навпроти, якого несподівано відвідує будівельниця Зіна, за якою насправді й спостерігав на будівництві Василь. А Тася насправді — сестра Алевтини Валер'янівни. Проте обман не перериває дружбу Василя і Тасі.

## У ролях
- Гліб Селянин —  Василь Нєжин
- Людмила Касьянова —  Тася
- Галина Дунаєва —  Алевтина Валер'янівна
- Степан Крилов —  Мамочкін
- Ольга Аверічева —  нянечка
- Олександр Орлов —  дідок
- Георгій Унанян —  Ісмаїл
- Микола Кузьмін —  брат Мамочкіна

## Знімальна група
- Режисер — Аян Шахмалієва
- Сценарист — Сергій Воронін
- Оператор — Віталій Чулков
- Художник — Віктор Савостін